# Nagrada za mladega dramatika
Nagrado za mladega dramatika podeljuje Prešernovo gledališče Kranj na Tednu slovenske drame skupaj z nagrado Slavka Gruma. Razpis za nagrado je bil prvič objavljen leta 2012.
Za nagrado se lahko potegujejo slovenski avtorji novih besedil, ki so stari do 30 let in se hkrati ne potegujejo za Grumovo nagrado. Žirija najboljše dramsko besedilo, ki je namenjeno odraslemu občinstvu, izbere izmed del, ki ustrezajo razpisnim pogojem.
S podeljevanjem nagrade se želi spodbuditi mlade avtorje k ustvarjanju in tako vzpostaviti jasno oblikovan prostor za primerjanje in vrednotenje njihovih del.

## Dobitniki nagrade za mladega dramatika
| Leto | Avtor                      | Naslov dela                           |
| ---- | -------------------------- | ------------------------------------- |
| 2012 | Nagrada ni bila podeljena. | Nagrada ni bila podeljena.            |
| 2013 | Vesna Hauschild            | Inventura                             |
| 2013 | Tibor Hrs Pandur           | Sen 59                                |
| 2014 | Tjaša Mislej               | Panj                                  |
| 2015 | Katja Markič               | Ptice selivke                         |
| 2016 | Pija Vatovec               | Zimske radosti                        |
| 2017 | Nika Švab                  | Ujeti trenutek                        |
| 2018 | Maša Pelko                 | Kraljevi otroci                       |
| 2019 | Ana Obreza                 | Iskalci zlata                         |
| 2020 | Varja Hrvatin              | Vse se je začelo z golažem iz zajčkov |
| 2021 | Nina Kuclar Stiković       | Jutri je v sanjah izgledal drugače    |
| 2022 | Ela Božič                  | Interpretacija Sanje                  |
| 2023 | Manca Lipoglavšek          | Zamrzovanje                           |